# Шамурадов, Берды Байраммурадович
Берды́ Байраммурадович Шамура́дов  (туркм. Berdi Baýrammyradowiç Şamyradow; 22 июня 1982, Ашхабад, Туркменская ССР, СССР) — туркменский футболист, нападающий. Выступал за национальную сборную Туркменистана.

## Личная жизнь
Закончил Международный туркмено-турецкий университет.

## Карьера
Футболом начал заниматься с шести лет. Первый тренер — Скориченко Андрей Иванович. Затем с Шамурадовым работал Борис Григорян.
Профессиональную карьеру начинал в клубе «Ахал».
С 2004 года игрок МТТУ. Стал лучшим бомбардиром чемпионата Туркменистана 2004, с 19 мячами.
В 1-й половине сезона 2004/05 играл за азербайджанский «Карван» из Евлаха
В начале 2005 года вернулся на родину, где снова стал выступать за МТТУ. В 2005 вместе с клубом стал чемпионом страны и лучшим бомбардиром чемпионата — 30 мячей. Также был лучшим бомбардиром в сезонах 2007 (16 мячей), в 2008 (12 мячей), в 2009 (18 мячей), в 2010 (11 мячей). Неоднократно участвовал в Кубке чемпионов Содружества,в 2010 году вместе с МТТУ дошёл до полуфинала Кубка чемпионов Содружества.
В 2011 году был игроком столичного «Ашхабада».
В 2013 году в составе МТТУ в начале сезона победил в Суперкубке Туркменистана, а в конце сезона завоевал золотые медали чемпионата Туркменистана.
Сезон 2014 начал в качестве игрока «Алтын Асыра», в первый же сезон стал чемпионом Туркменистана. Позднее выступал за «Ашхабад», в 2017 году завершил игровую карьеру.
Всего в чемпионатах Туркменистана забил около 200 голов.

## Сборная Туркменистана
Долгое время был капитаном сборной Туркменистана по футболу. Вместе со сборной дважды выходил в финал Кубка вызова АФК.

## Достижения
- Туркменистан
  - Финалист Кубка вызова АФК: 2010, 2012
- МТТУ
  - Чемпион Туркменистана: 2005, 2006, 2009, 2013
  - Серебряный призёр чемпионата Туркменистана: 2007, 2008
  - Обладатель Суперкубка Туркменистана: 2009, 2013
  - Обладатель Кубка Туркменистана: 2006
  - Финалист Кубка Туркменистана: 2008
  - Полуфиналист Кубка Содружества: 2010
- Алтын Асыр
  - Чемпион Туркменистана: 2014